# Quintillion
Eine Quintillion (gebildet nach französisch million und lateinisch quinque „fünf“ bzw. quintus „fünfter“) oder Quinquillion (neulateinisch) ist ein Zahlwort, das für die fünfte Potenz einer Million steht.
Dies entspricht einer Million Quadrillionen oder 1030, in Ziffern eine 1 mit 30 Nullen:
1.000.000.000.000.000.000.000.000.000.000

Die Bezeichnung ist nicht identisch mit quintillion im US-amerikanischen Englisch, das der Trillion (1018) im deutschen Sprachraum entspricht. Im US-Amerikanischen entspricht die deutschsprachige Quintillion der nonillion.